# Junsele
Junsele – miejscowość (tätort) w Szwecji w gminie Sollefteå w regionie Västernorrland. Około 958 mieszkańców.